# Choragus harrisi
Espèce
Choragus harrisi est une espèce d'insectes coléoptères appartenant à la famille des Anthribidae.